# Адаилтон
Адаи́лтон Ма́ртинс Болза́н (порт. Adaílton Martins Bolzan; род. 24 января 1977, Сантиагу, Риу-Гранди-ду-Сул) — бразильский футболист, выступавший на позиции нападающего.

## Клубная карьера
Адаилтон провёл два сезона за клуб «Жувентуде», после чего направился в «Гуарани», где забил пять мячей в восьми матчах. После этого он получил приглашение в итальянскую «Парму». Свой первый матч в Серии А он сыграл 21 сентября 1997 года (против «Пьяченцы»), а первый гол футболист забил 9 ноября (в ворота «Эмполи») Но молодой игрок проиграл конкуренцию Кьезе и Креспо, поэтому направился в ПСЖ за игровой практикой. Через год он вернулся на Апеннины, перейдя в стан новичка высшей лиги «Верону». За этот клуб Адаилтон провёл семь отличных сезонов, забив пятьдесят голов в 163 матчах. Летом 2006 года вступил Адаилтон перешёл в «Дженоа», где боролся за место в составе с такими форвардами, как Джузеппе Скулли, Лусиано Фигероа и Ильяс Зейтуллаев. Зимой клуб купил Марко Ди Вайо. В результате образовалась ударная связка нападающий Ди Вайо — Адаилтон, благодаря которой клуб вышел в Серию А.
Затем Адаилтон пополнил ряды «Болоньи», которой он также помог выйти в высший итальянский дивизион. В сезоне 2008/09 команда купила форварда Марко Ди Вайо, и старые знакомые на протяжении нескольких сезонов помогали команде бороться за выживание. В 2010 году нападающий перешёл в «Васлуй». В этом клубе Адаилтон получил награду «Лучшего игрока „Васлуя“-2011» и занял второе место в номинации «Лучший легионер Румынии-2011». После окончания сезона 2011/12 Адаилтон объявил о завершении карьеры, однако в 2013 году возобновил её, вернувшись в свой родной клуб «Жувентуде».

## Карьера в сборной
На Кубке мира-1997 (до 20) Адаилтон стал лучшим бомбардиром, забив 10 мячей в четырёх матчах. До 2019 году ему принадлежал рекорд турнира по числу мячей в одной игре (шесть во встрече с Южной Кореей).